# Leibniz-Medaille (Berlino)
La Leibniz-Medaille o Premio Leibniz dal gennaio 1906 viene assegnata dalla Königlich-Preußischen Akademie der Wissenschaften „zur Ehrung besonderer Verdienste um die Förderung der Aufgaben der Akademie“. La cerimonia di assegnazione avviene dal 1907 annualmente il Liebniz-Tag (1º luglio), giorno di nascita del fondatore dell'Accademia Gottfried Wilhelm Leibniz, in due classi Goldene bzw. Eiserne und Silberne Leibniz-Medaille. Il premio venne assegnato dalla Königlich-Preußische Akademie der Wissenschaften (poi Preußische Akademie der Wissenschaften), dal 1946 dalla Deutschen Akademie der Wissenschaften zu Berlin (poi Akademie der Wissenschaften der DDR) e dal 1994 dalla Berlin-Brandenburgischen Akademie der Wissenschaften.
Dopo il riordino del 16 dicembre 1994 viene assegnata annualmente a personalità o gruppi „als Anerkennung für Verdienste um die Förderung der Wissenschaften“ così come „als Anerkennung für wissenschaftliche Leistungen, die von Personen bzw. Personengruppen außerhalb ihrer Profession erbracht wurden“.

## Leibniz-Medaille

### Leibniz-Medaille d'oro 1907–1944
- 1907: James Simon (Berlin)
- 1909: Ernest Solvay (Brüssel), Henry Theodore von Böttinger (Elberfeld)
- 1910: Joseph Florimond Loubat (Paris)
- 1911: Hans Meyer (Leipzig)
- 1912: Elise Koenigs (Berlin)
- 1913: Georg Schweinfurth (Berlin)
- 1916: Otto von Schjerning (Berlin)
- 1917: Leopold Koppel (Berlin)
- 1918: Rudolf Havenstein (Berlin)
- 1919: Heinrich Schnee (Berlin), Carl Dorno (Davos)
- 1923: Karl Siegismund (Berlin)
- 1924: Franz von Mendelssohn (Berlin)
- 1927: Fritz Spieß (Berlin/Hamburg)
- 1928: Bruno Güterbock (Berlin)
- 1929: Hans Bredow (Berlin)
- 1930: Hajime Hoshi (Tokio)
- 1931: Gustav Oberlaender (Reading)
- 1932: Hugo Eckener (Friedrichshafen)
- 1934: Reinhard Dohrn (Neapel), Karl Kerkhof (Berlin)
- 1936: Heinrich Lotz (Berlin)
- 1937: Alfred von Wegerer (Berlin)
- 1938: August Pfeffer (Berlin), Hans Merensky (Johannisburg)
- 1939: Gustavo Cordeiro Ramos (Lissabon)
- 1940: Albert Vögler (Dortmund-Hoerde)
- 1941: Heinrich Hunke (Berlin)
- 1942: Carl Krauch (Berlin)
- 1943: Ernst Vollert (Berlin)
- 1944: Leopold Klotz (Leipzig), Friedrich-Ernst Kilian (Berlin)

### Leibniz-Medaille d'argento 1907–1944
- 1907: Carl Alexander von Martius (Berlin), Adolf Friedrich Lindemann (Sidmouth, England)
- 1910: Johannes Bolte (Berlin), Albert von Le Coq (Berlin), Johannes Ilberg (Leipzig), Max Wellmann (Potsdam), Robert Koldewey (Babylon/Berlin), Gerhard Hessenberg (Breslau/Tübingen), Karl Zeumer (Berlin)
- 1911: Werner Janensch (Berlin), Hans Osten (Leipzig), Georg Wenker (Marburg)
- 1912: Robert Davidsohn (München/Florenz), Norman de Garis Davies (Kairo), Edwin Hennig (Tübingen), Hugo Rabe (Hannover)
- 1913: Josef Emanuel Hibsch (Tetschen), Karl Richter (Berlin), Hans Witte (Neustrelitz), Georg Wolff (Frankfurt a. M.)
- 1914: Walter Andrae (Assur/Berlin), Erwin Schramm (Dresden/Bautzen), Richard Irvine Best (Dublin)
- 1915: Otto Baschin (Berlin), Albert Fleck (Berlin), Julius Hirschberg (Berlin), Hugo Magnus (Berlin)
- 1919: Ernst Debes (Leipzig), Carl Dorno (Davos), Johannes Kirchner (Berlin), Edmund von Lippmann (Halle a. S.), Friedrich Freiherr von Schrötter (Berlin), Otto Wolff (Berlin)
- 1922: Otto Pniower (Berlin), Karl Steinbrinck (Lippstadt), Ernst Vollert (Berlin)
- 1923: Max Blankenhorn (Marburg/Lahn), Albert Härtung (Weimar), Richard Jecht (Görlitz)
- 1924: Hermann Ambronn (Jena), Lise Meitner (Berlin), Georg Wislicenus (Berlin)
- 1925: Karl Roehl (Mosau bei Züllichau/Königswinter a. Rh.), Werner Kolhörster (Berlin), Hans von Ramsay (Berlin)
- 1926: Walter Lenel (Heidelberg), Hugo Ibscher (Berlin), Hugo Seemann (Freiburg i. Br.)
- 1927: Gerhard Moldenhauer (Madrid), Cuno Hoffmeister (Sonneberg), Heinrich Klebahn (Hamburg)
- 1928: Arnold Berliner (Berlin), Albert Leitzmann (Jena)
- 1929: Richard Finsterwalder (München/Hannover), Paul Wentzcke (Düsseldorf/Frankfurt a. M.), Johann Baptist Hofmann (München), Günther Roeder (Hildesheim)
- 1930: Erich Bachmann (Radebeul), Oskar Heinroth (Berlin), Hans Vollmer (Schmalenbeck bei Hamburg)
- 1931: Karl Scheel (Berlin), Agnes Bluhm (Berlin), Siegfried Loeschcke (Trier)
- 1932: Wilhelm Feit (Berlin), Gottfried Wilhelm Hertz (München), Heinrich von Loesch (Oberstephansdorf)
- 1933: Hermann Degner (Schöneiche), Karl Wilhelm Verhoeff (Pasing), Otto Tschirch (Brandenburg/Havel), Walter Bourquin (Cedarville)
- 1934: Moritz von Rohr (Jena), Ernst Weidner (Berlin-Frohnau), Robert Holsten (Stettin)
- 1935: Georg Friederici (Ahrensburg/Holstein), Karl Künkel (Heidelberg-Handschuhsheim), Georg Wolfram (Frankfurt a. M.)
- 1936: Ludwig Kohl-Larsen (Allensbach/Schlachters bei Lindau)
- 1937: Georg von Békésy (Budapest), Bernhard Rensch (Münster i. W.), Hermann Thorade (Hamburg), Curt Jany (Berlin), Richard Wossidlo (Waren i. Mecklenburg)
- 1938: Jean Peters (Berlin-Dahlem), Horst Siewert (Joachimsthal)
- 1939: Johannes Tropfke (Berlin), Wolja Erichsen (Kopenhagen/Berlin), Konrad Kühne (Hamburg)
- 1940: Bernhard Schwertfeger (Hannover), Lutz Heck (Berlin), Heinrich Wachner (Kronstadt)
- 1941: Max Knoll, Ernst Ruska, Bodo von Borries, Ernst Brüche, Hans Boersch, Hans Mahl und Manfred von Ardenne (alle Berlin), Ernst Rackow (Brandenburg)
- 1942: Oskar Karstedt (Berlin), Rudolf Odebrecht (Berlin), Adolf Reissinger (München)
- 1943: Max Caspar (München), Arnold Feuereisen (Riga), Hans Schmauch (Marienburg)
- 1944: Rudolf Fischer (Berlin)

### Leibniz-Medaille 1946–1990
La lista è incompleta.
- 1953: Heinrich Marzell
- 1954: Werner Forßmann, Walther Löbering
- 1960: Rudolph Strauß, Karl Riehm
- 1961: Kurt Wein
- 1963: Ernst Urbahn [Silber]
- 1965: Siegfried Sieber
- 1966: Paul Reinhard Beierlein
- 1967: Hermann Löscher
- 1968: Theodor Schütze
- 1970: Ernst August Lauter
- 1973: Annemarie Lange
- 1977: Conrad Grau [Silber]
- 1979: Wladimir Wassiljewitsch Kowaljonok, Alexander Sergejewitsch Iwantschenkow
- 1980: Diedrich Wattenberg
- 1981: Karl-Joachim Rostock
- 1985: Heinz Meynhardt, Erhard Hirsch (Halle)
- 1987: Wolfgang M. Richter[1]
- 1988: Georg Piltz, Volkmar Hellfritzsch
- 1989: Fritz Bönisch (Silber)
- 1990: Hartmut Bock (Silber)
- 1991
- 1992: Svante Pääbo

### Leibniz-Medaille dal 1994
- 1998: Heinrich Pfeiffer (Bonn)
- 1999: Hartmut Rahn (Remagen)
- 2000: Berthold Beitz (Essen)
- 2001: Reimar Lüst (Hamburg)
- 2002: Jan Philipp Reemtsma (Hamburg)
- 2003: Wolf Lepenies (Berlin)
- 2004: Hasso Plattner (Walldorf)
- 2005: Heinrich Meier (München)
- 2006: Arend Oetker (Bielefeld)
- 2007: Hans Joachim Meyer (Bonn)
- 2008: Klaus J. Jacobs (Bremen)
- 2009: Manfred Erhardt (Berlin)
- 2010: Klaus Tschira (Heidelberg)
- 2011: Ernst-Ludwig Winnacker (Straßburg) und Fotis Kafatos (London)
- 2012: Friede Springer (Berlin)
- 2013: Paul Raabe (Wolfenbüttel), Alois M. Schader (Darmstadt), Kuratorium des Fonds der Chemischen Industrie (Frankfurt a. M.)
- 2015: Hans F. Zacher (postum)[2]